# Mistrzowie Wimbledonu w grze mieszanej
Lista meczów finałowych Wimbledonu w grze mieszanej.

## Mecze finałowe (1913–2025)
| Rok  | Mistrzowie                                       | Finaliści                                        | Wynik                                            |
| 2025 | Kateřina Siniaková Sem Verbeek                   | Luisa Stefani Joe Salisbury                      | 7:6(3), 7:6(3)                                   |
| 2024 | Hsieh Su-wei Jan Zieliński                       | Giuliana Olmos Santiago González                 | 6:4, 6:2                                         |
| 2023 | Ludmyła Kiczenok Mate Pavić                      | Xu Yifan Joran Vliegen                           | 6:4, 6:7(9), 6:3                                 |
| 2022 | Desirae Krawczyk Neal Skupski                    | Samantha Stosur Matthew Ebden                    | 6:4, 6:3                                         |
| 2021 | Desirae Krawczyk Neal Skupski                    | Harriet Dart Joe Salisbury                       | 6:2, 7:6(1)                                      |
| 2020 | turniej nie odbył się z powodu pandemii COVID-19 | turniej nie odbył się z powodu pandemii COVID-19 | turniej nie odbył się z powodu pandemii COVID-19 |
| 2019 | Latisha Chan Ivan Dodig                          | Jeļena Ostapenko Robert Lindstedt                | 6:2, 6:3                                         |
| 2018 | Nicole Melichar Alexander Peya                   | Wiktoryja Azaranka Jamie Murray                  | 7:6(1), 6:3                                      |
| 2017 | Martina Hingis Jamie Murray                      | Heather Watson Henri Kontinen                    | 6:4, 6:4                                         |
| 2016 | Heather Watson Henri Kontinen                    | Anna-Lena Grönefeld Robert Farah                 | 7:6(5), 6:4                                      |
| 2015 | Martina Hingis Leander Paes                      | Tímea Babos Alexander Peya                       | 6:1, 6:1                                         |
| 2014 | Samantha Stosur Nenad Zimonjić                   | Chan Hao-ching Maks Mirny                        | 6:4, 6:2                                         |
| 2013 | Kristina Mladenovic Daniel Nestor                | Lisa Raymond Bruno Soares                        | 5:7, 6:2, 8:6                                    |
| 2012 | Lisa Raymond Mike Bryan                          | Jelena Wiesnina Leander Paes                     | 6:3, 5:7, 6:4                                    |
| 2011 | Jürgen Melzer Iveta Benešová                     | Mahesh Bhupathi Jelena Wiesnina                  | 6:3, 6:2                                         |
| 2010 | Cara Black Leander Paes                          | Lisa Raymond Wesley Moodie                       | 6:4, 7:6(5)                                      |
| 2009 | Anna-Lena Grönefeld Mark Knowles                 | Cara Black Leander Paes                          | 7:5, 6:3                                         |
| 2008 | Samantha Stosur Bob Bryan                        | Katarina Srebotnik Mike Bryan                    | 7:5, 6:4                                         |
| 2007 | Jelena Janković Jamie Murray                     | Alicia Molik Jonas Björkman                      | 6:4, 3:6, 6:1                                    |
| 2006 | Wiera Zwonariowa Andy Ram                        | Venus Williams Bob Bryan                         | 6:2, 6:3                                         |
| 2005 | Mary Pierce Mahesh Bhupathi                      | Tetiana Perebyjnis Paul Hanley                   | 6:4, 6:2                                         |
| 2004 | Cara Black Wayne Black                           | Alicia Molik Todd Woodbridge                     | 3:6, 7:6(8), 6:4                                 |
| 2003 | Martina Navrátilová Leander Paes                 | Anastasija Rodionowa Andy Ram                    | 6:3, 6:3                                         |
| 2002 | Jelena Lichowcewa Mahesh Bhupathi                | Daniela Hantuchová Kevin Ullyett                 | 6:2, 1:6, 6:1                                    |
| 2001 | Daniela Hantuchová Leoš Friedl                   | Liezel Huber Mike Bryan                          | 4:6, 6:3, 6:2                                    |
| 2000 | Kimberly Po Donald Johnson                       | Kim Clijsters Lleyton Hewitt                     | 6:4, 7:6(3)                                      |
| 1999 | Lisa Raymond Leander Paes                        | Anna Kurnikowa Jonas Björkman                    | 6:4, 3:6, 6:3                                    |
| 1998 | Serena Williams Maks Mirny                       | Mirjana Lučić Mahesh Bhupathi                    | 6:4, 6:4                                         |
| 1997 | Helena Suková Cyril Suk                          | Łarysa Sawczenko-Neiland Andriej Olchowski       | 4:6, 6:3, 6:4                                    |
| 1996 | Helena Suková Cyril Suk                          | Łarysa Sawczenko-Neiland Mark Woodforde          | 1:6, 6:3, 6:2                                    |
| 1995 | Martina Navrátilová Jonathan Stark               | Gigi Fernández Cyril Suk                         | 6:4, 6:4                                         |
| 1994 | Helena Suková Todd Woodbridge                    | Lori McNeil T.J. Middleton                       | 3:6, 7:5, 6:3                                    |
| 1993 | Martina Navrátilová Mark Woodforde               | Manon Bollegraf Tom Nijssen                      | 6:3, 6:4                                         |
| 1992 | Łarysa Sawczenko-Neiland Cyril Suk               | Miriam Oremans Jacco Eltingh                     | 7:6(2), 6:2                                      |
| 1991 | Elizabeth Smylie John Fitzgerald                 | Natalla Zwierawa Jim Pugh                        | 7:6(4), 6:2                                      |
| 1990 | Zina Garrison Rick Leach                         | Elizabeth Smylie John Fitzgerald                 | 7:5, 6:2                                         |
| 1989 | Jana Novotná Jim Pugh                            | Jenny Byrne Mark Kratzmann                       | 6:4, 5:7, 6:4                                    |
| 1988 | Zina Garrison Sherwood Stewart                   | Gretchen Magers Kelly Jones                      | 6:1, 7:6(3)                                      |
| 1987 | Jo Durie Jeremy Bates                            | Nicole Provis Darren Cahill                      | 7:6(10), 6:3                                     |
| 1986 | Kathy Jordan Ken Flach                           | Martina Navrátilová Heinz Günthardt              | 6:3, 7:6(7)                                      |
| 1985 | Martina Navrátilová Paul McNamee                 | Elizabeth Smylie John Fitzgerald                 | 7:5, 4:6, 6:2                                    |
| 1984 | Wendy Turnbull John Lloyd                        | Kathy Jordan Steve Denton                        | 6:3, 6:3                                         |
| 1983 | Wendy Turnbull John Lloyd                        | Billie Jean King Steve Denton                    | 6:7(5), 7:6(5), 7:5                              |
| 1982 | Anne Smith Kevin Curren                          | Wendy Turnbull John Lloyd                        | 2:6, 6:3, 7:5                                    |
| 1981 | Betty Stöve Frew McMillan                        | Tracy Austin John Austin                         | 4:6, 7:6(2), 6:3                                 |
| 1980 | Tracy Austin John Austin                         | Dianne Balestrat Mike Antonplis                  | 4:6, 7:6(6), 6:3                                 |
| 1979 | Greer Stevens Bob Hewitt                         | Betty Stöve Frew McMillan                        | 7:5, 7:6(7)                                      |
| 1978 | Betty Stöve Frew McMillan                        | Billie Jean King Ray Ruffels                     | 6:2, 6:2                                         |
| 1977 | Greer Stevens Bob Hewitt                         | Betty Stöve Frew McMillan                        | 3:6, 7:5, 6:4                                    |
| 1976 | Françoise Durr Tony Roche                        | Rosie Casals Dick Stockton                       | 6:3, 2:6, 7:5                                    |
| 1975 | Margaret Smith Court Marty Riessen               | Betty Stöve Alan Stone                           | 6:4, 7:5                                         |
| 1974 | Billie Jean King Owen Davidson                   | Lesley Charles Mark Farrell                      | 6:3, 9:7                                         |
| 1973 | Billie Jean King Owen Davidson                   | Janet Newberry Raúl Ramírez                      | 6:3, 6:2                                         |
| 1972 | Rosie Casals Ilie Năstase                        | Evonne Goolagong Kim Warwick                     | 6:4, 6:4                                         |
| 1971 | Billie Jean King Owen Davidson                   | Margaret Smith Court Marty Riessen               | 3:6, 6:2, 15:13                                  |
| 1970 | Rosie Casals Ilie Năstase                        | Olga Morozowa Aleksandre Metreweli               | 6:3, 4:6, 9:7                                    |
| 1969 | Ann Haydon-Jones Fred Stolle                     | Judy Tegart Dalton Tony Roche                    | 6:2, 6:3                                         |
| 1968 | Margaret Smith Court Ken Fletcher                | Olga Morozowa Aleksandre Metreweli               | 6:1, 14:12                                       |
| 1967 | Billie Jean King Owen Davidson                   | Maria Bueno Ken Fletcher                         | 7:5, 6:2                                         |
| 1966 | Margaret Smith Ken Fletcher                      | Billie Jean King Dennis Ralston                  | 4:6, 6:3, 6:3                                    |
| 1965 | Margaret Smith Ken Fletcher                      | Judy Tegart Dalton Tony Roche                    | 12:10, 6:3                                       |
| 1964 | Lesley Turner Fred Stolle                        | Margaret Smith Ken Fletcher                      | 6:4, 6:4                                         |
| 1963 | Margaret Smith Ken Fletcher                      | Darlene Hard Bob Hewitt                          | 11:9, 6:4                                        |
| 1962 | Margaret Osborne DuPont Neale Fraser             | Ann Haydon-Jones Dennis Ralston                  | 2:6, 6:3, 13:11                                  |
| 1961 | Lesley Turner Fred Stolle                        | Edda Buding Robert Howe                          | 11:9, 6:2                                        |
| 1960 | Darlene Hard Rod Laver                           | Maria Bueno Robert Howe                          | 13:11, 3:6, 8:6                                  |
| 1959 | Darlene Hard Rod Laver                           | Maria Bueno Neale Fraser                         | 6:4, 6:3                                         |
| 1958 | Lorraine Coghlan Robert Howe                     | Althea Gibson Kurt Nielsen                       | 6:3, 13:11                                       |
| 1957 | Darlene Hard Mervyn Rose                         | Althea Gibson Neale Fraser                       | 6:4, 7:5                                         |
| 1956 | Shirley Fry Vic Seixas                           | Althea Gibson Gardnar Mulloy                     | 2:6, 6:2, 7:5                                    |
| 1955 | Doris Hart Vic Seixas                            | Louise Brough Enrique Morea                      | 8:6, 2:6, 6:3                                    |
| 1954 | Doris Hart Vic Seixas                            | Margaret Osborne DuPont Ken Rosewall             | 5:7, 6:4, 6:3                                    |
| 1953 | Doris Hart Vic Seixas                            | Shirley Fry Enrique Morea                        | 9:7, 7:5                                         |
| 1952 | Doris Hart Frank Sedgman                         | Thelma Coyne Long Enrique Morea                  | 4:6, 6:3, 6:4                                    |
| 1951 | Doris Hart Frank Sedgman                         | Nancye Wynne Bolton Mervyn Rose                  | 7:5, 6:2                                         |
| 1950 | Louise Brough Eric Sturgess                      | Pat Canning Geoff Brown                          | 11:9, 1:6, 6:4                                   |
| 1949 | Sheila Summers Eric Sturgess                     | Louise Brough John Bromwich                      | 9:7, 9:11, 7:5                                   |
| 1948 | Louise Brough John Bromwich                      | Doris Hart Frank Sedgman                         | 6:2, 3:6, 6:3                                    |
| 1947 | Louise Brough John Bromwich                      | Nancye Wynne Bolton Colin Long                   | 1:6, 6:4, 6:2                                    |
| 1946 | Louise Brough Tom Brown                          | Dorothy Cheney Geoff Brown                       | 6:4, 6:4                                         |
| 1945 | przerwa wojenna: II wojna światowa               | przerwa wojenna: II wojna światowa               | przerwa wojenna: II wojna światowa               |
| 1944 | przerwa wojenna: II wojna światowa               | przerwa wojenna: II wojna światowa               | przerwa wojenna: II wojna światowa               |
| 1943 | przerwa wojenna: II wojna światowa               | przerwa wojenna: II wojna światowa               | przerwa wojenna: II wojna światowa               |
| 1942 | przerwa wojenna: II wojna światowa               | przerwa wojenna: II wojna światowa               | przerwa wojenna: II wojna światowa               |
| 1941 | przerwa wojenna: II wojna światowa               | przerwa wojenna: II wojna światowa               | przerwa wojenna: II wojna światowa               |
| 1940 | przerwa wojenna: II wojna światowa               | przerwa wojenna: II wojna światowa               | przerwa wojenna: II wojna światowa               |
| 1939 | Alice Marble Bobby Riggs                         | Nancy Brown Frank Wilde                          | 9:7, 6:1                                         |
| 1938 | Alice Marble Don Budge                           | Sarah Palfrey Cooke Henner Henkel                | 6:1, 6:4                                         |
| 1937 | Alice Marble Don Budge                           | Simone Mathieu Yvon Petra                        | 6:4, 6:1                                         |
| 1936 | Dorothy Round Fred Perry                         | Sarah Palfrey Cooke Don Budge                    | 7:9, 7:5, 6:4                                    |
| 1935 | Dorothy Round Fred Perry                         | Nell Hall Hopman Harry Hopman                    | 7:5, 4:6, 6:2                                    |
| 1934 | Dorothy Round Ryuki Miki                         | Dorothy Shepherd Barron Bunny Austin             | 3:6, 6:4, 6:0                                    |
| 1933 | Hilde Krahwinkel Gottfried von Cramm             | Mary Heeley Norman Farquharson                   | 7:5, 8:6                                         |
| 1932 | Elizabeth Ryan Enrique Maier                     | Josane Sigart Harry Hopman                       | 7:5, 6:2                                         |
| 1931 | Anna McCune Harper George Lott                   | Joan Ridley Ian Collins                          | 6:3, 1:6, 6:1                                    |
| 1930 | Elizabeth Ryan Jack Crawford                     | Hilde Krahwinkel Daniel Prenn                    | 6:1, 6:3                                         |
| 1929 | Helen Wills Moody Frank Hunter                   | Joan Fry Ian Collins                             | 6:1, 6:4                                         |
| 1928 | Elizabeth Ryan Patrick Spence                    | Daphne Akhurst Jack Crawford                     | 7:5, 6:4                                         |
| 1927 | Elizabeth Ryan Frank Hunter                      | Kathleen McKane Godfree Leslie Godfree           | 8:6, 6:0                                         |
| 1926 | Kathleen McKane Godfree Leslie Godfree           | Mary Browne Howard Kinsey                        | 6:3, 6:4                                         |
| 1925 | Suzanne Lenglen Jean Borotra                     | Elizabeth Ryan Umberto De Morpurgo               | 6:3, 6:3                                         |
| 1924 | Kathleen McKane John Gilbert                     | Dorothy Shepherd Barron Leslie Godfree           | 6:3, 3:6, 6:3                                    |
| 1923 | Elizabeth Ryan Randolph Lycett                   | Dorothy Shepherd Barron Lewis Deane              | 6:4, 7:5                                         |
| 1922 | Suzanne Lenglen Pat O’Hara Wood                  | Elizabeth Ryan Randolph Lycett                   | 6:4, 6:3                                         |
| 1921 | Elizabeth Ryan Randolph Lycett                   | Phyllis Howkins Max Woosnam                      | 6:3, 6:1                                         |
| 1920 | Suzanne Lenglen Gerald Patterson                 | Elizabeth Ryan Randolph Lycett                   | 7:5, 6:3                                         |
| 1919 | Elizabeth Ryan Randolph Lycett                   | Dorothea Chambers Albertem Prebble               | 6:0, 6:0                                         |
| 1918 | przerwa wojenna: I wojna światowa                | przerwa wojenna: I wojna światowa                | przerwa wojenna: I wojna światowa                |
| 1917 | przerwa wojenna: I wojna światowa                | przerwa wojenna: I wojna światowa                | przerwa wojenna: I wojna światowa                |
| 1916 | przerwa wojenna: I wojna światowa                | przerwa wojenna: I wojna światowa                | przerwa wojenna: I wojna światowa                |
| 1915 | przerwa wojenna: I wojna światowa                | przerwa wojenna: I wojna światowa                | przerwa wojenna: I wojna światowa                |
| 1914 | Ethel Thomson Larcombe James Parke               | Marguerite Broquedis Anthony Wilding             | 4:6, 6:4, 6:2                                    |
| 1913 | Agnes Tuckey Hope Crisp                          | Ethel Larcombe James Parke                       | 3:6, 5:3 krecz                                   |